# Ambrosio Viola
Ambrosio Viola (* um 1595 in Sforto Novo bei Genua; † um 1651) war ein italienischer römisch-katholischer Bischof.
Der Dominikaner Viola wurde am 11. Oktober 1649 zum Bischof von Lacedonia ernannt.